# Carwitzer See
Der Carwitzer See ist ein See in Mecklenburg-Vorpommern.

## Lage
Der See liegt im Osten Mecklenburgs im Landkreis Mecklenburgische Seenplatte im Naturpark Feldberger Seenlandschaft und der gleichnamigen Gemeinde südöstlich von deren Hauptort Feldberg. Im Süden grenzt der Carwitzer See an das Land Brandenburg. Der See gehört zum Wassereinzugsgebiet der Havel. Sein Ostufer ist stellenweise nur 100 Meter von der natürlichen Wasserscheide zwischen Nord und Ostsee entfernt.

## Entstehung
Der Carwitzer See ist ein glazialer Zungenbeckensee, der während des Pommerschen Stadiums der Weichseleiszeit entstanden ist.

## Gliederung
Der Carwitzer See ist mit einer Fläche von 3,95 km² der größte See der Feldberger Seenlandschaft. Sein etwa 2,6 × 2,3 Kilometer großer zentraler Teil ist relativ flach und hat neun Inseln (die Inselnamen von West nach Ost: Jägerwerder, Gänsewerder, Bohnenwerder, Steinwerder, Bollenwerder, Kohlwerder, Elswerder und zwei Inseln vor Conow). Im Norden schließt sich der etwa 4,2 Kilometer lange und über 40 Meter tiefe Zansen an. Der Carwitzer See und der Zansen werden in einigen Quellen als limnologische Einheit betrachtet. Im Süden befindet sich eine Bucht, die hakenförmig nach Osten ragt, die so genannte Südtiefe (30 m tief). Nach Westen ragen die kürzeren Fallada- und Fischereibuchten. An ihnen liegt das Dorf Carwitz auf einer schmalen Landbrücke, die den Carwitzer See und den Zansen vom nordwestlich gelegenen, 6,5 Kilometer langen Schmalen Luzin trennt. Vom Schmalen Luzin wird dem Carwitzer See über die „Bäk“ Wasser zugeführt. Der Hauptabfluss des Carwitzer Sees erfolgt über den sogenannten „Hals“ zum südwestlich gelegenen, 2 Kilometer langen Dreetzsee. Von hier fließt das Wasser unterirdisch durch Bandquellen zum Krüselinsee und dann über den Küstriner Bach in Richtung Lychener Seen und weiter zur Havel.
Der See verfügt mit der Isernpurt über einen künstlichen Abfluss in den Mellensee und somit zur Ostsee. Dieser wurde von 1575 bis 1578 gebaut, um hohe Wasserstände auszugleichen, welche bei starken Niederschlägen eintreten können. Ab Wasserständen von etwa einem Meter unter Normal fällt die Isernpurt trocken. Der Name Isernpurt für Eiserne Pforte geht auf ein so bezeichnetes und einst mit eisernen Sicherungen versehenes Wehr zurück.
Das Ufer am Nordteil besteht aus Wiesen- und Brachland, welches sich auf ca. 100 m ü. NHN erhebt, die Enden der Buchten und die beiden Halbinseln im Süden des Sees sind dagegen relativ flach. Auf dem Conower Werder, der östlichen Halbinsel, befindet sich das Naturschutzgebiet Conower Werder.

## Nutzung
Der See wird zu Erholungszwecken und für den Fischfang genutzt. Am Nordostufer befindet sich nahe der Ortslage Conow ein Campingplatz mit kleiner Badestelle. Am Westufer befindet sich ebenfalls ein Campingplatz mit Badestelle. Weitere Badestellen sind auf dem Bohnenwerder. Das Ausüben des Tauchsports ist nur an hierfür ausgewiesenen Stellen erlaubt und das Befahren des Sees mit Motorbooten ist verboten.

## Fauna
Häufige Fischarten sind Quappe, Ukelei, Karpfen, Wels, Blei, Hecht, Rotfeder, Schleie, Aal, Kaulbarsch, Karausche, Flussbarsch, Plötze, Dreistachliger Stichling und Güster. Selten sind Bachneunauge, Regenbogenforelle, Zwergwels, Gründling, Graskarpfen, Silberkarpfen und Zander.

## Bilder

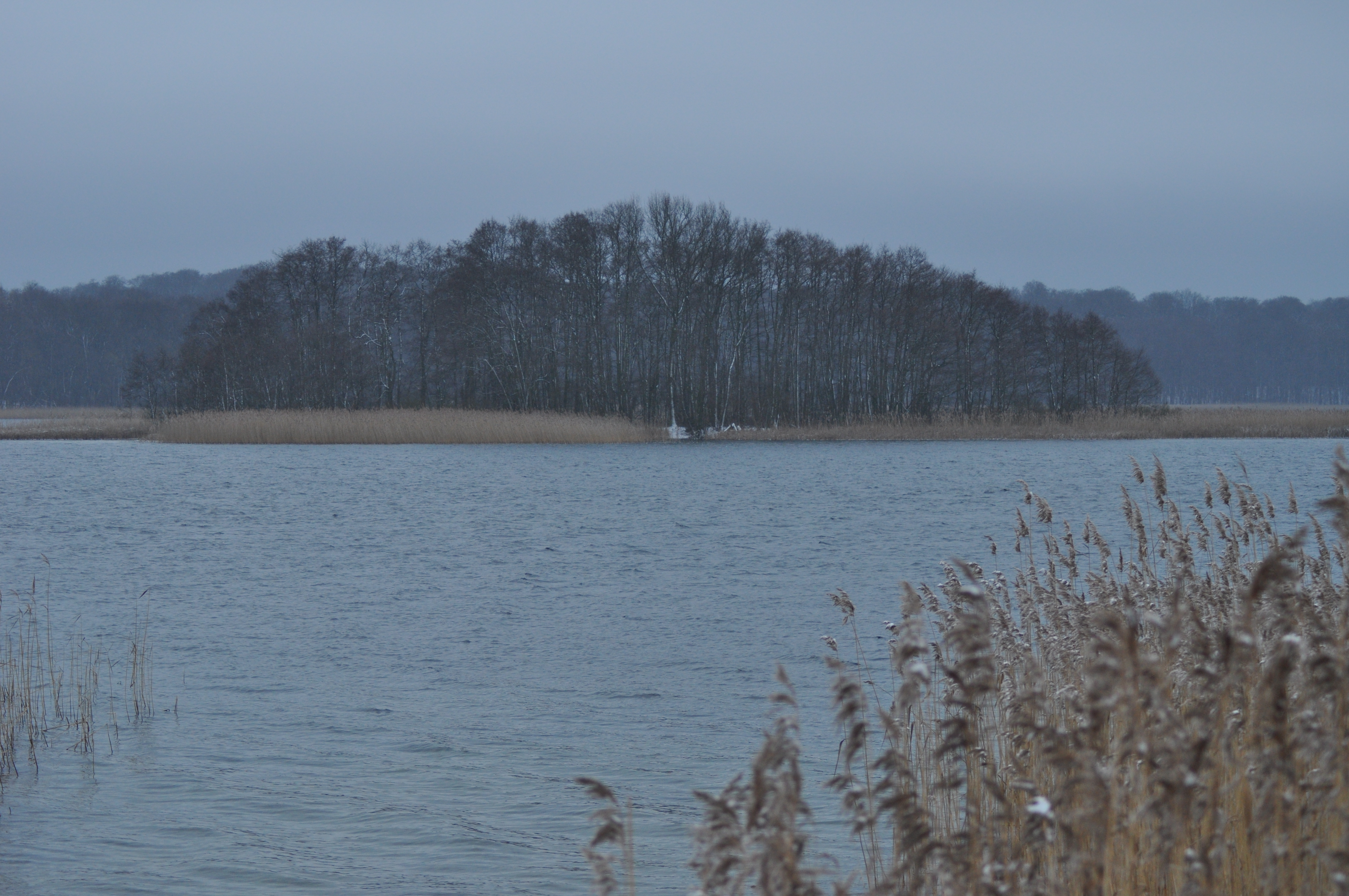
Blick auf den östlichen Teil des Carwitzer Sees mit der Insel Elswerder
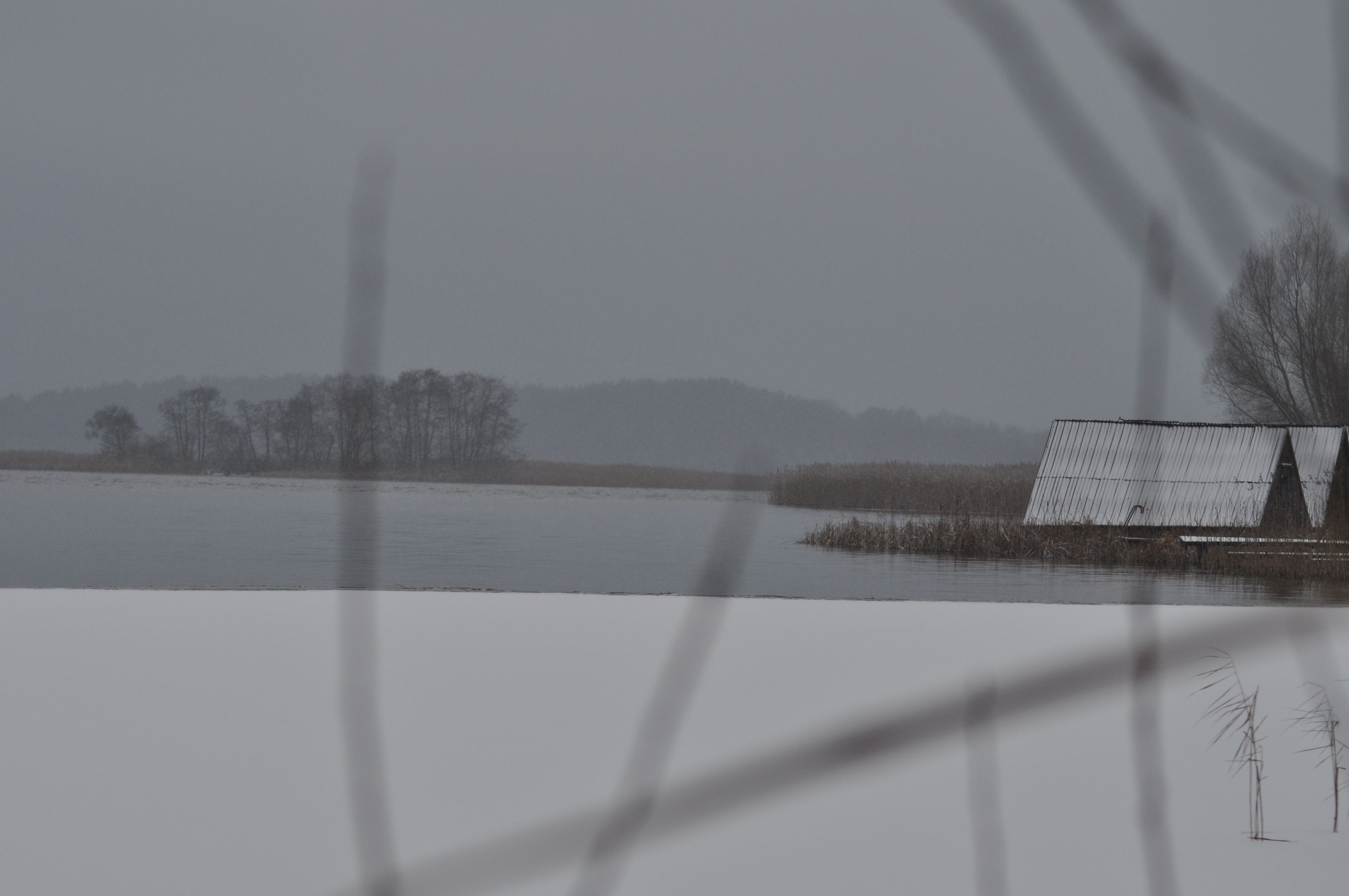
Bootshütten am Conower Ufer